# Esporte Clube Santo André

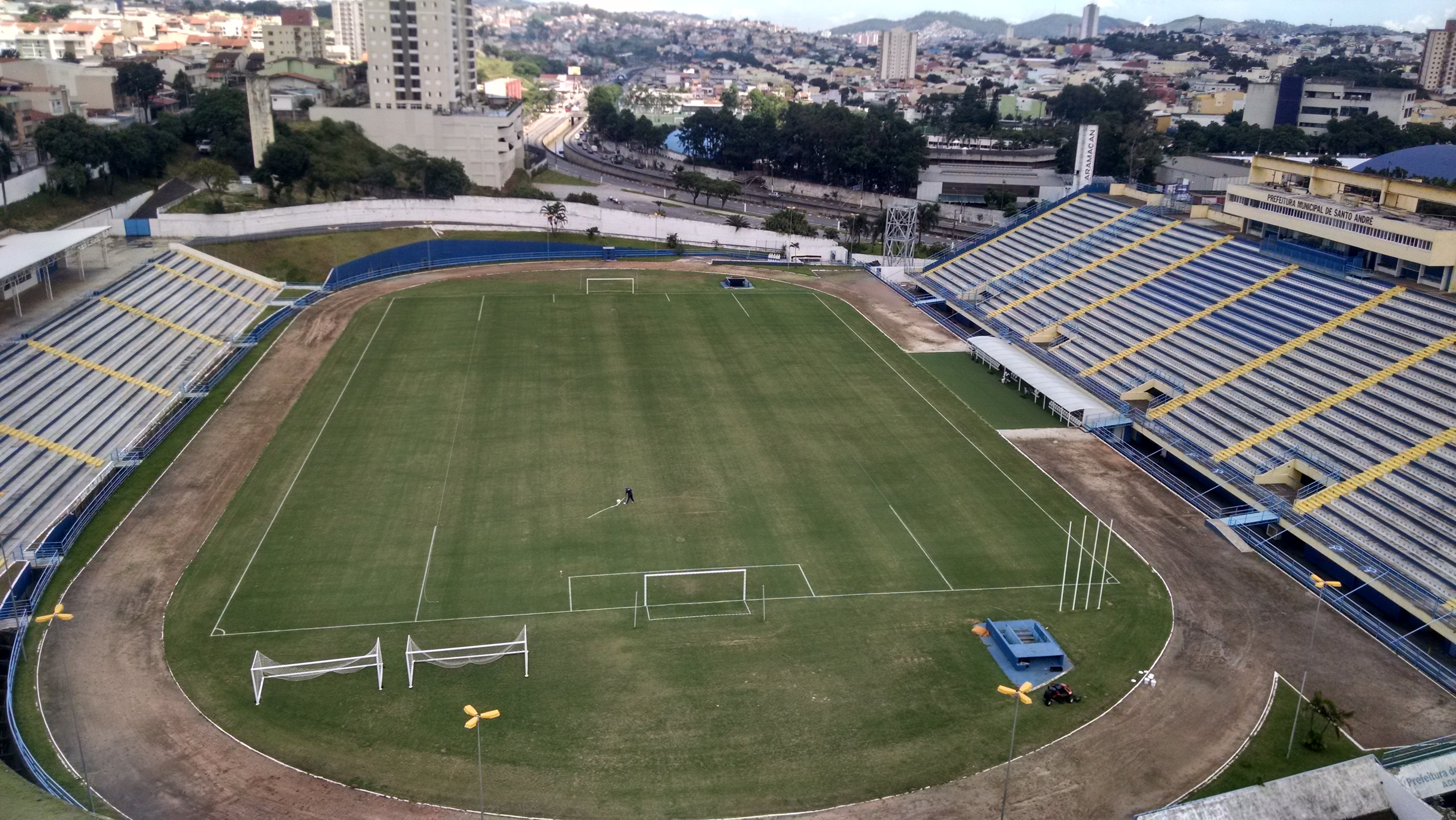
Estadio Bruno José Daniel.

El Esporte Clube Santo André es un club de fútbol de Brasil, de la ciudad de Santo André en São Paulo. Fue fundado en 1967, juega en el Campeonato Brasileño de Serie D y en el Campeonato Paulista.

## Uniforme
- Uniforme titular: Camiseta blanca, pantalón azul, medias blancas.
- Uniforme alternativo: Camiseta azul, pantalón blanco, medias azules.

## Entrenadores
- Ari Mantovani (interino- abril de 2000)[4]
- Stélio Metzker (interino- abril de 2000–?)[4]
- Luiz Carlos Ferreira (?–mayo de 2004)[5][6]
- Péricles Chamusca (mayo de 2004–2004)[6]
- Luiz Carlos Ferreira (diciembre de 2004–marzo de 2005)[7][8]
- Sérgio Soares (marzo de 2005–2005)[8][9][10]
- Roberto Cavalo (?–enero de 2006)[11]
- Roberto Fernandes (enero de 2006–?)[11]
- Luiz Carlos Ferreira (~2006)[12]
- Roberval Davino (?–mayo de 2007)[13]
- Sérgio Soares (mayo de 2007–noviembre de 2007)[13][14]
- Fahel Júnior (noviembre de 2007–mayo de 2008)[14][15]
- Sérgio Soares (mayo de 2008–diciembre de 2008)[15][16][17]
- Sérgio Soares (septiembre de 2009–septiembre de 2010)[18][19]
- Fahel Júnior (septiembre de 2010–octubre de 2010)[19][20]
- Jair Picerni (octubre de 2010–noviembre de 2010)[20][21]
- Pintado (noviembre de 2010–?)[21]
- Claudemir Peixoto (mayo de 2012–septiembre de 2012)[22][23]
- Itamar Schülle (septiembre de 2012–diciembre de 2012)[24][25]
- Allan Dotti (interino- diciembre de 2012)[25]
- Ademir Fonseca (diciembre de 2012–febrero de 2013)[26][27]
- Allan Dotti (interino- febrero de 2013–marzo de 2013)[27]
- Dedimar (marzo de 2013–julio de 2013)[28][29]
- Paulo Roberto Santos (julio de 2013–octubre de 2013)[29][30][31]
- Luciano Dias (noviembre de 2015–marzo de 2016)[32][33][34]
- Toninho Cecílio (marzo de 2016–febrero de 2017)[34][35]
- Toninho Cecílio (septiembre de 2016–febrero de 2017)[36][37]
- Sérgio Soares (fevereiro de 2017–abril de 2017)[38][39][40]
- Sérgio Soares (octubre de 2017–?)[41]
- Paulo Roberto Santos (octubre de 2019–abril de 2021)[42][43]
- Thiago Carpini (octubre de 2021–marzo de 2022)[44][45][46]
- Vinícius Bergantin (octubre de 2022–febrero de 2023)[47][48]
- Matheus Costa (febrero de 2023–julio de 2023)a[49][50]
- Fernando Marchiori (noviembre de 2023–febrero de 2024)[51][52]
- Márcio Fernandes (febrero de 2024–presente)[3]

## Datos del club
- Participaciones en la Copa Libertadores: 1 (2005)

Mejor posición: Fase de Grupos (2005)

## Participaciones internacionales
| Competencia                      | Edición |
| -------------------------------- | ------- |
| Copa Libertadores de América (1) | 2005.   |

### Por competición
| Torneo                       | TJ | PJ | PG | PE | PP | GF | GC | DG | Puntos |
| ---------------------------- | -- | -- | -- | -- | -- | -- | -- | -- | ------ |
| Copa Libertadores de América | 1  | 6  | 2  | 2  | 2  | 11 | 6  | +5 | 8      |
| Total                        | 1  | 6  | 2  | 2  | 2  | 11 | 6  | +5 | 8      |

## Palmarés

### Torneos nacionales (1)
- Copa de Brasil (1): 2004.

### Torneos estaduales (2)
- Copa Paulista (2): 2003, 2014
- Campeonato Paulista A2 (4): 1975, 1981, 2008 y 2016.